# Witigonen
Die Witigonen (auch Wittigonen; Witekonen; Witkowitzer; tschechisch Vítkovci; lateinisch Vitkonides, auch Witegonides) waren ein böhmisches Adelsgeschlecht, das sich Ende des 12. Jahrhunderts in vier Linien verzweigte. Ihr Wappen war eine fünfblättrige Rose. Die Sammelbezeichnung „Vítkovci“ leitet sich von „Vítek“ ab.

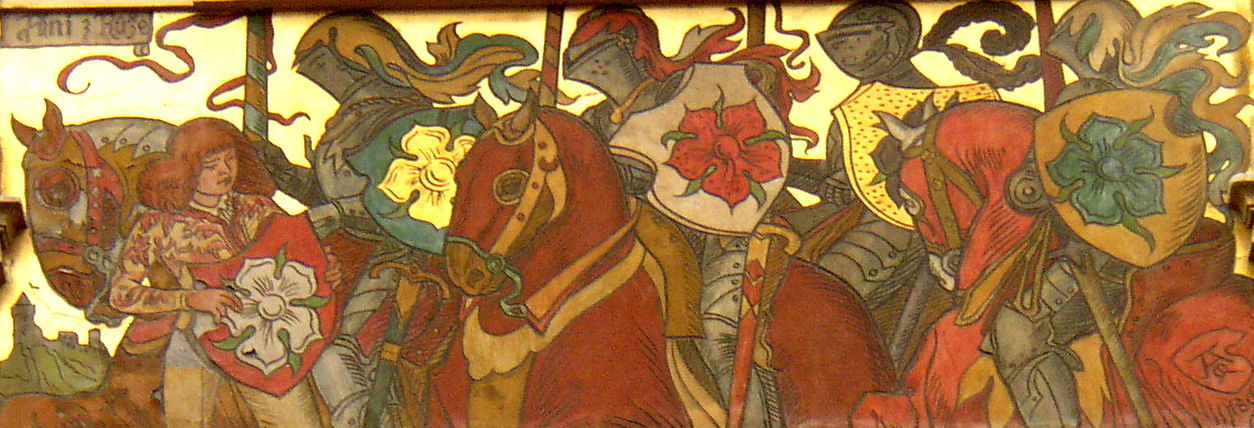
Die Herren der fünfblättrigen Rose von Mikoláš Aleš (nach 1890)

## Geschichte
Stammvater der Witigonen war der böhmische Adlige Witiko von Prčice († 1194). Er stand in Diensten der Přemysliden und war von 1169 bis 1176 herzoglicher Truchsess, 1177 Kastellan von Glatz und ab 1184 Burggraf von Prácheň. Er erwarb große Ländereien in Süd-Mittelböhmen und diente Adalbert Stifter als Vorbild für seinen historischen Roman Witiko. Unter seinen Nachfolgern wurde das bis dahin schwach besiedelte südböhmische Gebiet mit Deutschen kolonisiert.

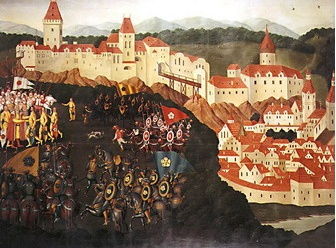
Die Familienzweige der Witigonen vor der Burg Krumau, Anton Streer 1742

Witiko von Prčice hatte vier Söhne, die zu Ahnherren der folgenden Familienzweige wurden:
1. Witiko II. (auch Witiko der Ältere; tschechisch Vítek II., auch Vítek starší) begründete die Linie der Herren von Krumau, die 1302 erlosch.
2. Witiko III. von Blankenberg, begründete die Linie der Herren von Rosenberg. Er oder sein Sohn Wok von Rosenberg errichteten vor 1250 oberhalb der Moldau die Burg Rosenberg, wobei Wok als erster das Prädikat „von Rosenberg“ benutzte. Nach dem Aussterben des Krumauer Familienzweiges 1302 erhielten sie vom König deren Güter und verlegten ihre Residenz auf die Burg Krumau. Mit Peter Wok von Rosenberg erlosch diese Linie 1611 in männlicher Linie.
3. Witiko IV. (auch Witiko von Klokoty[1]; tschechisch Vítek IV. auch Vítek z Klokot; † 1234) begründete die Linie der Herren von Landstein bzw. Wittingau, die im 16. Jahrhundert erlosch.
4. Heinrich I. von Neuhaus begründete die Linie der Herren von Neuhaus, die 1604 erlosch.
  1. Von den Herren von Neuhaus spaltete sich 1267 die Linie der Herren von Stráž (ze Stráže) ab, die 1474 mit Georg/Jiřík, Sohn des Oberstlandhofmeisters Heinrich/Jindřich von Stráž, erlosch.

- Daneben hatte Witiko noch den außerehelichen Sohn Sezema von Ústí, auf den die Linie der Herren von Sezimovo Ústí zurückgehen soll; sie erlosch um 1630.

Die Witigonen bekleideten wichtige königliche Ämter und beteiligten sich mit ihren umfangreichen Ländereien in Südböhmen, das zunächst außerhalb der unmittelbaren Interessen der böhmischen Herrscher stand, am Landesausbau Böhmens. Sie erwarben weitere Ländereien in Ostböhmen und Mähren sowie im österreichischen Mühlviertel. Am Übergang vom 12. zum 13. Jahrhundert waren u. a. in ihrem Besitz: Prčice, Sepekov, Klokoty, Načeradec, Skalice, das ostböhmische Nechanitz sowie die zu Österreich gehörende Burg Blankenberg mit einem Gebiet, das sich entlang des linken Ufers der Großen Mühl bis zur Donau erstreckte. Vor oder um die Mitte des 13. Jahrhunderts gründeten sie u. a. Krumau, Rosenberg, Wittingau, Neuhaus, Wittinghausen und Příběnice und das damals zu Nordmähren gehörende Prudnik, das 1337 an das schlesische Herzogtum Oppeln gelangte. Außerdem erwarben sie Landstein; für 1279 sind sie zudem als Besitzer von Gratzen belegt.
Durch ihre bedeutende Stellung in Südböhmen und ihre Besitzungen im Mühlviertel unterhielten die Witigonen vielfältige Beziehungen zu Österreich und Baiern. Dabei spielte die Verwandtschaft mit dem bayerischen Adelsgeschlecht Schönhering und den österreichischen Adelsfamilien Hardegg, Walsee, den Kuenringern und den Schaunbergern sowie den bayerischen Grafen Leuchtenberg und Hals eine wichtige Rolle. Sie förderten die Klöster Schlägl und Zwettl und gründeten unter Wok von Rosenberg das Kloster Hohenfurt. Dieses Kloster diente als Grablege für die Familienzweige der Herren von Rosenberg und von Krumau.
Bereits vor 1237 übergab Heinrich von Neuhaus das Patronat über die Pfarrkirche von Neuhaus dem Deutschen Ritterorden. Mit den Gründungen des Klosters Goldenkron 1263 und der Königsstadt Budweis 1265 beabsichtigte König Ottokar II. Přemysl die weitere Expansion der Witigonen in Südböhmen zu behindern. Dagegen wehrten sie sich mit einem Aufstand, der von Zawisch von Falkenstein, der dem Krumauer Familienzweig angehörte, angeführt wurde. Nach dessen Hinrichtung 1290 überschrieb König Wenzels einen Teil des witigonischen Grundbesitzes dem von ihm gegründeten Zisterzienserkloster Königsaal.
Im Gegensatz zu den anderen böhmischen Adelsgeschlechtern wurden die Witigonen bereits 1276 mit der Sammelbezeichnung „Vitkonides“ erwähnt. Ihr politischer und wirtschaftlicher Aufstieg wurde wesentlich durch die Solidarität unter den Familienzweigen gefördert.
Die 1874 von Matthias Pangerl in seinem Aufsatz „Die Witigonen“ vertretene Ansicht, die Witigonen seien deutscher Abstammung und hätten sich aus dem Mühlviertel nach Südböhmen verbreitet, wurde später verworfen. Die als Beweis angeführte These, sie hätten zunächst Besitzungen im Mühlviertel gehabt, konnte nicht bestätigt werden. Während der Stammvater Witiko von Prčice bereits für das Jahr 1179 in Prčice nachgewiesen ist, erwarb vermutlich erst sein Sohn Witiko von Prčice und Blankenberg um 1192 Besitzungen im Mühlviertel.

## Wappen
Das Wappen der Witigonen stellte eine fünfblättrige Rose dar. Nach der Aufspaltung auf mehrere Zweige behielten sie alle die fünfblättrige Rose auf ihrem Wappen bei, wobei jeder Zweig eine eigene Farbgestaltung des Wappens wählte:
- Herren von Krumau: Grüne Rose auf silbernem Grund
- Herren von Rosenberg: Rote Rose auf silbernem Grund
- Herren von Landstein: Silberne Rose auf rotem Grund
- Herren von Neuhaus: Goldene Rose auf blauem Grund
  - Deren Nebenlinie von Stráž: Blaue Rose auf goldenem Grund
- Nebenlinie Sezema von Ústí: Schwarze Rose auf goldenem Grund

## Legende
Die Abstammung der Witigonen von dem römischen Geschlecht der Orsini ist nicht belegt und gehört in den Bereich der Legende. Sie kam dadurch zustande, dass Ulrich II. von Rosenberg zur Steigerung des Prestiges der Rosenberger mehrere Urkunden fälschte, die erst im 19. Jahrhundert als Falsifikate erkannt wurden. U. a. konstruierte er eine fiktive genealogische Abkunft der Witigonen von den Fürsten Orsini, die 1469–1481 von drei Mitgliedern dieser Familie bestätigt wurde. Die Legende wurde nach 1594 von dem Rosenberger Hofchronisten und Archivar Václav Březan in seinen „Monumenta Rosenbergica“ nochmals aufgegriffen und dadurch verbreitet. Obwohl die Rosenberg-Chronik als verloren gilt, ist ihr Inhalt in einer deutschen Übersetzung des Wittingauer Stiftspropsts Norbert Heermann erhalten, die Matthäus Klimesch 1897 unter dem Titel „Norbert Heermann's Rosenberg'sche Chronik“ herausgab.

## Genealogie

### Krumauer Familienzweig
Stammvater dieser Linie war Witiko II. (auch Witiko der Ältere; tschechisch Vítek II., Vítek starší), belegt 1213–1236. Für dessen Nachkommen siehe Stammlinie der Herren von Krumau.

### Familienzweig von Rosenberg
Stammvater dieses Familienzweiges war Witiko von Purschitz und Blankenberg; sein Sohn Wok († 1262) bezeichnete sich als erster mit dem Prädikat „von Rosenberg“. Für dessen Nachkommen siehe Stammliste Rosenberg.

### Familienzweig von Neuhaus
Gegründet von Heinrich I. von Neuhaus. Für dessen Nachkommen siehe Stammlinie der Herren von Neuhaus

### Familienzweig von Landstein
Gegründet von Witiko IV. (auch Witiko von Klokoty; tschechisch Vítek IV.; auch Vítek z Klokot; † nach 1236). Für dessen Nachkommen siehe Stammlinie der Herren von Landstein